# Jaime Filinto
Domingos Jayme Filinto Álvares d’Almeida Guimarães (Sé, Porto, 9 de fevereiro de 1855 — Paranhos, Porto, 2 de setembro de 1922) foi um jornalista, escritor e tradutor português.

## Biografia
Era filho de Gustavo Adolfo da Silva Alves e de Maria Augusta da Silva Alves. Agregou ao seu nome o pseudónimo literário de Jayme Filinto e teve de justificar esse acrescento na Administração do Bairro Oriental do Porto em 2 de maio de 1878. Cumpria então o seu segundo ano nas fileiras do exército e  era distinguido com três promoções sucessivas, a cabo, furriel e a 2º sargento. Nessa mesma repartição, tornaria a comparecer mais tarde em 21 de novembro de 1896, com duas testemunhas, por discordância dos outros supostos sobrenomes patronímicos, alegando que tinha havido engano da parte de quem lavrou o seu registo de baptismo quanto aos nomes dos pais, que atestava se chamavam Gustavo Adolfo Álvares de Almeida Guimarães e Maria Augusta da Silva Álvares.
Colaborou nos jornais O Primeiro de Janeiro , República, “Folha Nova”, “Norte”, “Correio do Norte”, “A Voz Pública”, "O Tripeiro" e em diversas revistas literárias e científicas como “Na corda bamba” de Guedes de Oliveira, em “O Porto por um canudo” de Sá de Albergaria., Escreveu “Canto dos Finados”, “Marido Chauffer”, “Preciosa Pinga”, “Contos e Narrativas”, o drama “O Filho do Diabo” e coordenou a publicação conjunta de vários artigos sob a epígrafe “A Grande Catástrofe do Teatro Baquet”, escritos em cima do acontecimento do horrível incêndio desse teatro portuense em 1888 a fim de angariar fundos para socorrer as vítimas sobreviventes. Traduziu ainda diversas obras de Charles Dickens (“David Copperfield”), Alphonse Daudet (“O Pequenote”), de Honoré de Balzac (“Elixir da Longa Vida” e “A Estalagem Vermelha”), de Ernst Haeckel “(Os Enigmas do Universo”). Foi sócio da Associação de Jornalistas e Homens de Letras do Porto, tendo pertencido aos seus corpos gerentes.
Depois da morte da sua filha única e da esposa, abalado pelo desgosto e por problemas de saúde, abandonou a intensa carreira jornalística e foi integrado no quadro geral dos serviços administrativos da Santa Casa de Misericórdia do Porto onde ascendeu ao cargo de 2º oficial em 26 de maio de 1898, de 1º oficial em 12 de setembro de 1908 e de chefe de secretaria do Hospital Conde Ferreira a partir da data da sua nomeação em 14 de janeiro de 1920 e até à sua morte. Deixou sete filhos menores da sua segunda mulher, Laura Oliveira Neves. Foi sepultado no Cemitério do Prado do Repouso.